# Pyrolitho
La pyrolitho est une technique artistique élaborée en avril 2006 à Paris par la lithographe française Élisabeth Pons et l'artiste et inventeur québécois Sylvain Parayre.
Elle consiste à imprimer sur un papier apyre (développé et inventé par Parayre), des lithographies avec des encres à pigments spéciaux qui résistent ou se transforment lors d'une flambée. La structure du papier et de l'image demeurent, créant ainsi une nouvelle image.